# Lancer du poids masculin aux Jeux olympiques d'été de 2004
Navigation
Sydney 2000 Pékin 2008
L'épreuve du lancer du poids masculin aux Jeux olympiques de 2004 s'est déroulée le 18 août 2004 au stade d'Olympie à Olympie, en Grèce, site des Jeux olympiques antiques. Elle est remportée par l'Américain Adam Nelson après disqualification pour dopage de l'Ukrainien Yuriy Bilonoh.

## Faits marquants
L'Ukrainien Yuriy Bilonoh, vainqueur du titre olympique avec un lancer à 21,16 m, est disqualifié en décembre 2012 pour dopage. En juin 2013, le Comité international olympique réattribue la médaille d'or à l'Américain Adam Nelson, deuxième de l'épreuve avec la marque de 21,16 m également. Le Danois Joachim Olsen est médaillé d'argent et l'Espagnol Manuel Martínez médaillé de bronze.

## Résultats

### Finale
| Rang               | Athlète           | Pays               | Essais | Essais | Essais | Essais | Essais | Essais | Marque | Note |
| Rang               | Athlète           | Pays               | 1      | 2      | 3      | 4      | 5      | 6      | Marque | Note |
| ------------------ | ----------------- | ------------------ | ------ | ------ | ------ | ------ | ------ | ------ | ------ | ---- |
| Médaille d'or      | Adam Nelson       | États-Unis         | 21.16  | x      | x      | x      | x      | x      | 21.16  |      |
| Médaille d'argent  | Joachim Olsen     | Danemark           | 20.47  | 20.48  | 21.07  | 20.78  | x      | x      | 21.07  |      |
| Médaille de bronze | Manuel Martínez   | Espagne            | 20.70  | 20.21  | 20.48  | 20.78  | 20.84  | x      | 20.84  |      |
| 4                  | Andrei Mikhnevich | Biélorussie        | 19.41  | 20.51  | x      | x      | 20.60  | x      | 20.60  |      |
| 5                  | Yury Bialou       | Biélorussie        | 20.34  | 20.33  | x      | x      | x      | 19.88  | 20.34  |      |
| 6                  | Justin Anlezark   | Australie          | 20.07  | x      | 20.31  | x      | x      | x      | 20.31  |      |
| 7                  | Ralf Bartels      | Allemagne          | 20.26  | x      | x      | 20.07  | x      | 20.00  | 20.26  |      |
| 8                  | John Godina       | États-Unis         | x      | x      | 20.19  |        |        |        | 20.19  |      |
| 9                  | Mikuláš Konopka   | Slovaquie          | x      | 19.92  | 19.91  |        |        |        | 19.92  |      |
| 10                 | Miran Vodovnik    | Slovénie           | 19.34  | 18.93  | x      |        |        |        | 19.34  |      |
| 11                 | Petr Stehlík      | République tchèque | 18.72  | x      | 19.21  |        |        |        | 19.21  |      |
|                    | Yuriy Bilonoh     | Ukraine            | 21.15  | 21.15  | 21.07  | x      | x      | 21.16  | 21.16  | DQ   |

### Qualifications
La limite de qualification fixée à 20,40 m (Q) ou les 12 meilleurs lancers (q).
| Rang | Groupe | Athlète                  | Nationalité          | #1    | #2    | #3    | Marque | Notes |
| ---- | ------ | ------------------------ | -------------------- | ----- | ----- | ----- | ------ | ----- |
| 1    | A      | Adam Nelson              | États-Unis           | x     | 21.15 | —     | 21.15  | Q     |
| 2    | B      | Joachim Olsen            | Danemark             | 20.78 | —     | —     | 20.78  | Q     |
| 3    | A      | Ralf Bartels             | Allemagne            | 20.65 | —     | —     | 20.65  | Q     |
| 4    | A      | Yuriy Bilonoh            | Ukraine              | 20.61 | —     | —     | 20.61  | Q     |
| 5    | B      | John Godina              | États-Unis           | 19.73 | 20.53 | —     | 20.53  | Q     |
| 6    | A      | Justin Anlezark          | Australie            | 18.53 | 20.45 | —     | 20.45  | Q     |
| 7    | B      | Manuel Martínez          | Espagne              | 19.15 | 19.54 | 20.37 | 20.37  | q     |
| 8    | B      | Mikuláš Konopka          | Slovaquie            | 20.32 | 20.20 | x     | 20.32  | q     |
| 9    | A      | Andrei Mikhnevich        | Biélorussie          | 20.10 | 20.11 | 20.09 | 20.11  | q     |
| 10   | A      | Petr Stehlík             | République tchèque   | x     | 19.74 | 20.06 | 20.06  | q     |
| 11   | B      | Yury Bialou              | Biélorussie          | x     | x     | 20.06 | 20.06  | q     |
| 12   | B      | Miran Vodovnik           | Slovénie             | 18.83 | 20.04 | x     | 20.04  | q     |
| 13   | B      | Tepa Reinikainen         | Finlande             | 18.27 | 19.71 | 19.74 | 19.74  |       |
| 14   | A      | Rutger Smith             | Pays-Bas             | 19.02 | 19.28 | 19.69 | 19.69  |       |
| 15   | A      | Gheorghe Guşet           | Roumanie             | 19.42 | 19.26 | 19.68 | 19.68  |       |
| 16   | A      | Ivan Yushkov             | Russie               | 19.15 | 19.42 | 19.67 | 19.67  |       |
| 17   | B      | Pavel Lyzhyn             | Biélorussie          | x     | x     | 19.60 | 19.60  |       |
| 18   | B      | Tomasz Majewski          | Pologne              | 19.55 | 19.07 | x     | 19.55  |       |
| 19   | B      | Ville Tiisanoja          | Finlande             | 19.28 | 19.50 | x     | 19.50  |       |
| 20   | B      | Bradley Snyder           | Canada               | 19.36 | 19.46 | x     | 19.46  |       |
| 21   | B      | Janus Robberts           | Afrique du Sud       | 19.41 | x     | x     | 19.41  |       |
| 22   | A      | Reese Hoffa              | États-Unis           | 18.88 | x     | 19.40 | 19.40  |       |
| 23   | A      | Pavel Chumachenko        | Russie               | 19.17 | 19.38 | x     | 19.38  |       |
| 24   | B      | Zsolt Bíber              | Hongrie              | 19.31 | x     | x     | 19.31  |       |
| 25   | A      | Ivan Emilianov           | Moldavie             | 18.83 | 18.92 | 19.25 | 19.25  |       |
| 26   | A      | Taavi Peetre             | Estonie              | 19.14 | 18.97 | x     | 19.14  |       |
| 27   | A      | Antonín Žalský           | République tchèque   | 18.93 | 19.09 | x     | 19.09  |       |
| 28   | B      | Peter Sack               | Allemagne            | 19.09 | 17.91 | x     | 19.09  |       |
| 29   | A      | Nedžad Mulabegović       | Croatie              | x     | 18.86 | 19.07 | 19.07  |       |
| 30   | B      | Khalid Habash Al-Suwaidi | Qatar                | x     | x     | 19.04 | 19.04  |       |
| 31   | B      | Pavel Sofin              | Russie               | 18.78 | 19.02 | x     | 19.02  |       |
| 32   | B      | Dragan Perić             | Serbie-et-Monténégro | 18.91 | 18.79 | 18.74 | 18.91  |       |
| 33   | A      | Detlef Bock              | Allemagne            | 18.40 | 18.89 | x     | 18.89  |       |
| 34   | B      | Burger Lambrechts        | Afrique du Sud       | 18.67 | 18.63 | x     | 18.67  |       |
| 35   | A      | Roman Virastyuk          | Ukraine              | 18.12 | 18.40 | 18.52 | 18.52  |       |
| 36   | B      | Edis Elkasević           | Croatie              | 17.54 | 18.44 | x     | 18.44  |       |
| 37   | A      | Galin Kostadinov         | Bulgarie             | 17.75 | 17.51 | 17.47 | 17.75  |       |
|      | A      | Marco Antonio Verni      | Chili                | x     | x     | x     | NM     |       |
|      | A      | Bahadur Singh Sagoo      | Inde                 | x     | x     | x     | NM     |       |

## Légende
Records et Performances
- AR : Record continental (area record)
- CR : Record des championnats (championship record)
- MR : Record du meeting (meet record)
- NR : Record national (national record)
- OR : Record olympique (olympic record)
- PR : Record paralympique (paralympic record)
- PB : Record personnel (personal best)
- SB : Meilleure performance personnelle de la saison (season's best)
- WL : Meilleure performance mondiale de l'année (world leader)
- WJR : Record du monde junior (world junior record)
- WR : Record du monde (world record)

Circonstances et Conditions
- DNF : N'a pas terminé (did not finish)
- DNS : N'a pas pris le départ (did not start)
- DQ : Disqualification (disqualification)
- NM : Aucun essai valable enregistré (No Mark)
- Q : Qualifié « directement » au prochain tour (ou à la prochaine compétition), lors d'une compétition majeure, grâce au classement ou à la réalisation des minima (automatic qualifier)
- q : Qualifié au prochain tour (ou à la prochaine compétition), lors d'une compétition majeure, grâce au repêchage ou à la réalisation de l'une des meilleures performances parmi celles des « non qualifiés directement » (grâce au meilleur temps ou à la meilleure distance par exemple) (secondary qualifier)